# 375005 Newsome
375005 Newsome este o planetă minoră (asteroid) din Inner Main Belt⁠(d). A fost descoperită pe 26 martie 2007 la Calvin University⁠(d) de Calvin University⁠(d). 
Obiectul prezintă o orbită caracterizată de o semiaxă mare de 1,9079378456329 UAi, o excentricitate de 0,08, o înclinație de 23,2 ° în raport cu ecliptica.